# 喬治·比亞吉
喬治·比亞吉（英語：George Biagi；1985年10月4日—）是一位蘇格蘭橄欖球運動員。他是蘇格蘭國家橄欖球隊的一員，代表蘇格蘭參加了2015年橄欖球六國賽。